# Hanna Pauli

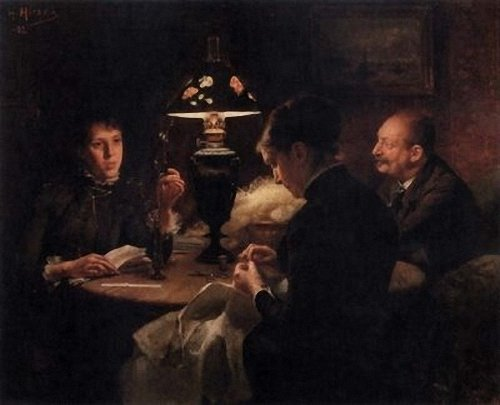
1885 - Familjegrup vid lampan

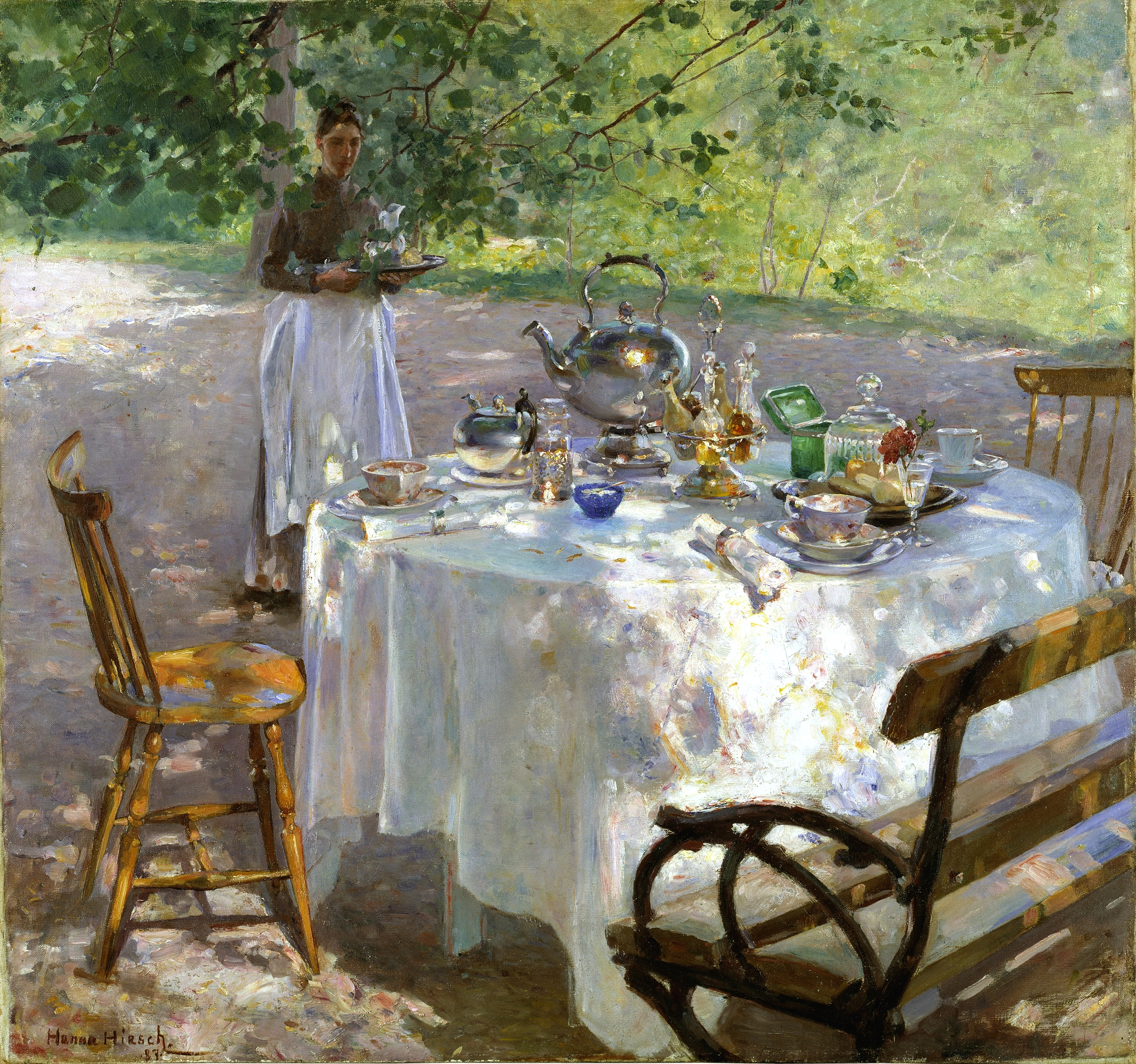
1887 - Frukostdags

1900 - Vänner

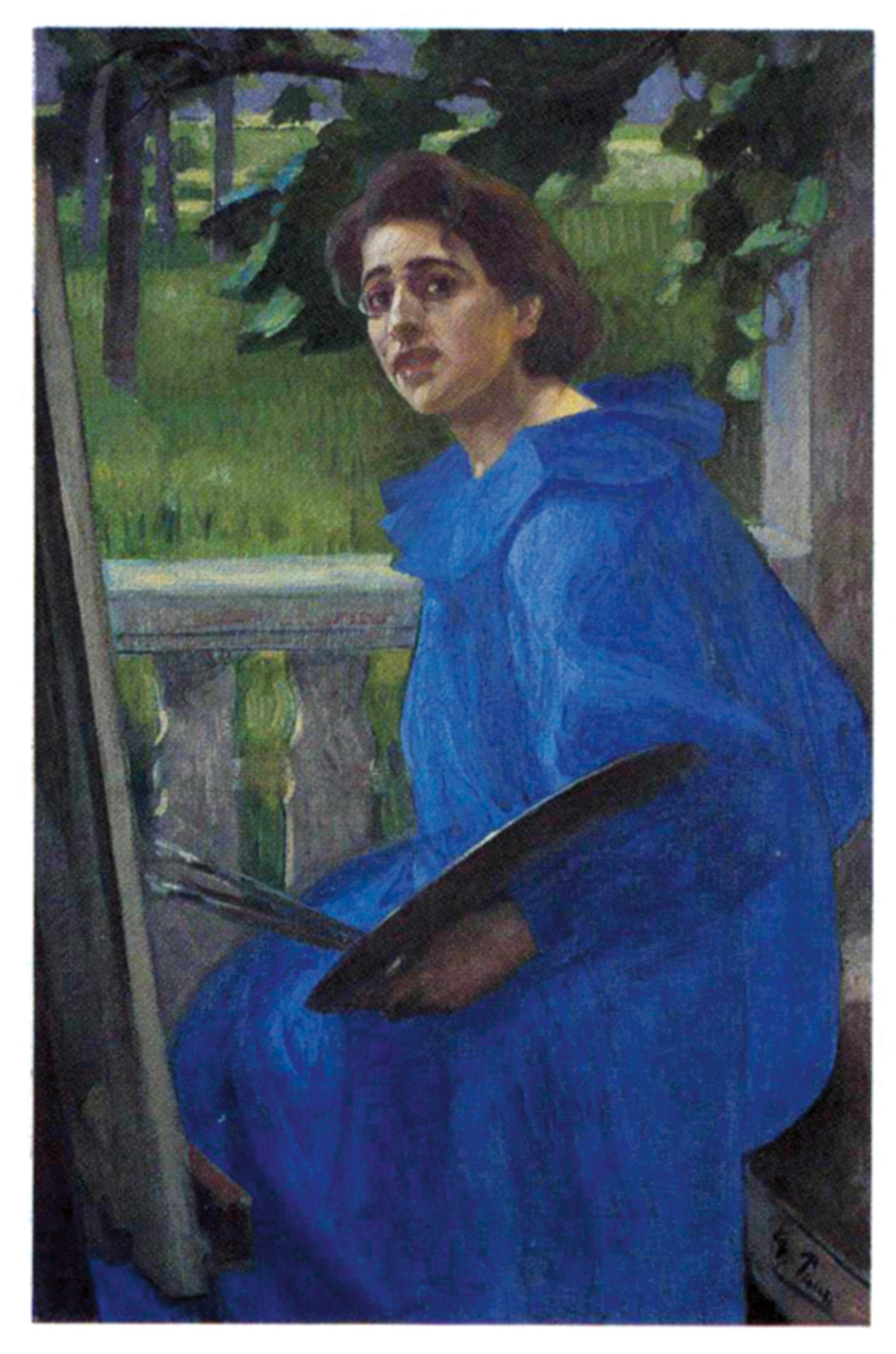
Hanna Pauli ritratta da Georg Pauli (1896)

Hanna Pauli (Stoccolma, 13 gennaio 1864 – Solna, 29 dicembre 1940) è stata una pittrice svedese, si dedicò soprattutto al ritratto e alla pittura di genere.

## Biografia
Hanna Hirsch era la minore degli otto figli di Pauline Meyerson e dell'editore musicale Abraham Hirsch, la famiglia risiedeva nella città vecchia di Stoccolma (Gamla stan) in Stora Nygatan 12. Il nonno paterno, David Hirsch, emigrò in Svezia dalla Germania e ottenne la cittadinanza svedese nel 1821.
Il talento di Hanna iniziò a manifestarsi nel 1874-75 durante i soggiorni estivi della famiglia nella località di Dalarö. Nei quaderni degli schizzi della giovane Hanna dell'epoca si trovano dei disegni di qualità molto elevata per l'età dell'autrice.
Dal 1876 al 1879 frequentò le lezioni presso la scuola d'arte del pittore e illustratore August Malmström, già frequentata da altre artiste svedesi quali Julia Beck, Karin Bergöö-Larsson ed Eva Bonnier. Dal 1881 prosegue gli studi presso il dipartimento femminile della Reale Accademia delle Belle Arti di Stoccolma dove Malmström fu professore dal 1867 al 1894 e direttore dal 1887 al 1893. Pauli era riconosciuta come artista promettente, nel 1885, in occasione del 150° anniversario dell'Accademia, le viene conferita una medaglia per il suo dipinto Familjegrup vid lampan.
Nell'autunno del 1885, Pauli si trasferì a Parigi stabilendosi a Montparnasse, condivise brevemente l'alloggio con Eva Bonnier e studiò presso l'Académie Colarossi. Nel 1887 venne accettato al Salon di Parigi un suo quadro che ritrare la compagna di studi, amica e pittrice svedese Venny Soldan-Brofeldt. Nell'opera Soldan-Brofeldt è ritratta nel pieno del suo processo creativo in una posa non convenzionale e abbigliata in modo semplice e disadorno, la rappresentazione dell'artista donna fuori dai canoni tradizionali suscitò critiche da parte dei contemporanei.
Nel 1886 si recò insieme a Bonnier e Soldan-Brofeldt a Barbizon dove era attivo un gruppo di paesaggisti realisti. 
Del 1887 è una delle opere più note della Pauli, Frukostdags che ritrae una tavola che viene apparecchiata per una colazione all'aperto. La scena è piena di luce, uno spaccato di ambiente borghese riprodotto nella natura, i riflessi sulle stoviglie, il grado di dettaglio e il gioco delle ombre sulla tavola dimostrano il virtuosismo dell'autrice anche se i critici contemporanei commentarono negativamente le macchie chiare sulla tovaglia. La tavola del dipinto era forse apparecchiata per il marito Georg Pauli conosciuto a Grez-sur-Loing, il villaggio fuori Parigi in cui gli artisti scandinavi solevano trascorrere i mesi estivi. I due si sposarono in Svezia proprio nel 1887. La coppia in seguito si recò a Roma dove rimase fino al 1888.
Nel 1889 nacque il primo figlio, Torsten seguito da Göran (1891) e, nel 1896, dalla figlia Ruth. Nel 1893 Georg assunse la direzione della scuola d'arte Valand di Göteborg e la famglia si trasferì fino al 1897 quando tornò a Stoccolma. Qui risiedeva a Bellmangsgatan 6, a casa Pauli si riunivano spesso gli amici di famiglia, uno di questi momenti fu ritratto nell'opera Vänner (Amici), al centro della scena la scrittrice Ellen Key legge un testo circondata da Olga Fåhraeus, Lisen Bonnier, dietro Olga c'è la sorella di Hanna, Betty Hirsch con in mano una ciotola con dei frutti. Alla destra di Ellen Key si trovano l'editore Karl Otto Bonnier e l'artista Richard Bergh, con una sigaretta in una mano e l'altra intorno alla moglie. In fondo, dietro la lampada, l'artista Nanna Sohlman Bendixson. Dietro Ellen Key si trova Georg Pauli. Davanti c'è l'artista stessa e accanto a lei, a destra, il professor Arthur Bendixson e Klas Fåhraeus. Dalla finestra si vedono l'acqua blu scuro di Riddarholmsfjärden e le lanterne accese della città.
Nel 1905 comprarono una piccola casa di pescatori a Utö che venne ristrutturata dall'architetto Ragnar Östberg e trasformata in una residenza estiva in cui sia Georg sia Hanna avevano propri studi. Nello stesso anno costruirono Villa Pauli a Nacka. All'inizio del 1907 Georg incoraggiò Hanna ad intraprendere un viaggio in Italia. Hanna si recò in Sicilia, dove soggiornava Ellen Key, nel mese di marzo le raggiunse Venny Soldan-Brofeldt. Hanna si innamorò di un uomo siciliano e fu solo alla fine di giugno che Venny riuscì a riportare Hanna a Stoccolma.
Nel 1911 Georg visitò il Salon a Parigi e rimase molto colpito dalla sala dei cubisti e dall'opera di André Lhote. Chiese a Hanna di raggiungerlo per un periodo di studio, Hanna e Venny trascorsero l'inverno del 1913 a Parigi. Lo scoppio della prima guerra mondiale interruppe viaggi e soggiorni per i successivi quattro anni.
Alla morte di Georg Pauli nel 1935 una parte della loro collezione di opere d'arte finì al Jönköping Läns Museum, Jönköping era la città natale di Georg. La donazione comprendeva opere d'arte di vari artisti svedesi del periodo compreso tra il 1880 e il 1930.
Negli ultimi anni di vita trascorse i mesi estivi a Utö, visitata da figli e nipoti, dedicandosi prevalentemente ai ritratti.
Il 1º marzo del 1940, il figlio Göran e la moglie Lisa persero la vita in un incidente automobilistico, Hanna si occupò dei loro figli.